# 女性の肖像 (ポッライオーロ)
『女性の肖像』（じょせいのしょうぞう、伊: Ritratto femminile、英: Portrait of a Woman）は、1475年ごろに板上にテンペラで描かれた絵画である。作品は、初期イタリア・ルネサンスの画家アントニオ・デル・ポッライオーロ、ないしピエロ・デル・ポッライオーロに、とりわけ後者に帰属される傾向があるが、保存状態がよくないために帰属の問題を難しくしている。1861年以来、フィレンツェのウフィツィ美術館に所蔵されているが、当時からずっとピエロ・デラ・フランチェスカ、若い時期のレオナルド・ダ・ヴィンチ、コジモ・ロッセッリに誤って帰属されてきた。

## 帰属
本作は、一連の横顔の女性の肖像画のうちの1点であり、ミラノのポルディペッツォーリ美術館、ニューヨークのメトロポリタン美術館、ボストンのイザベラ・スチュワート・ガードナー美術館、絵画館 (ベルリン) にも同様の肖像画が所蔵されている。美術史家のバーナード・ベレンソンは、これらの作品の中で優れたものをアントニオ・デル・ポッライオーロに、それ以外のものをピエロ・デル・ポッライオーロに帰属しており、優れた作品の中でも拙い部分はピエロの手になるとしている。 
ほかの美術史家たちは、これらの作品のすべてをピエロに帰属しているが、その根拠として『画家・彫刻家・建築家列伝』を著したマニエリスム期の画家・伝記作家のジョルジョ・ヴァザーリがアントニオを版画家、彫刻家としてのみ言及し、画家としては言及していないからである。さらに別の美術史家たちは、横顔の肖像画をすべてピエロに帰属し、ほかの神話的主題、戦闘場面の絵画をアントニオに帰属している。

## 作品
横顔の肖像画は、古代ローマの硬貨に描かれた肖像に触発されたもので、本作が描かれた1475年まで流行していた。空を思わせるラピスラズリの青色を背景に、宝石で装飾された複雑な髪形の金髪の若い女性の顔が際立っている。彼女の社会的地位は、その服装と宝石類により強調されている。本作はおそらく彼女の結婚のためのものであった。
暗赤色のベルベットの上着の縁は金糸で編まれ、多色の飾りがついている。上着の下の長袖のチュニックの腕の部分には15世紀に流行していたザクロのモティーフがあるが、ザクロは多産の象徴であった。また、上着がゆったりと腹部に垂れていることは、母になることへの願望と見なすことができる。女性は首に真珠のネックレスを掛け、胸には金、エナメル、宝石でできている、天使を描いた飾りを着けている。科学と迷信の境界が曖昧だった時代には、宝石類は単なる装飾ではなく、お守りでもあった。
画家は、モデルの女性の華やかな容貌の魅力あふれる優美さを熟練した絵筆でとらえている。衣服の織地の美しさ、宝石類、柔らかな髪の描写は、次の世紀のアーニョロ・ブロンズイーノの作品の先駆けとなっている。

## ギャラリー

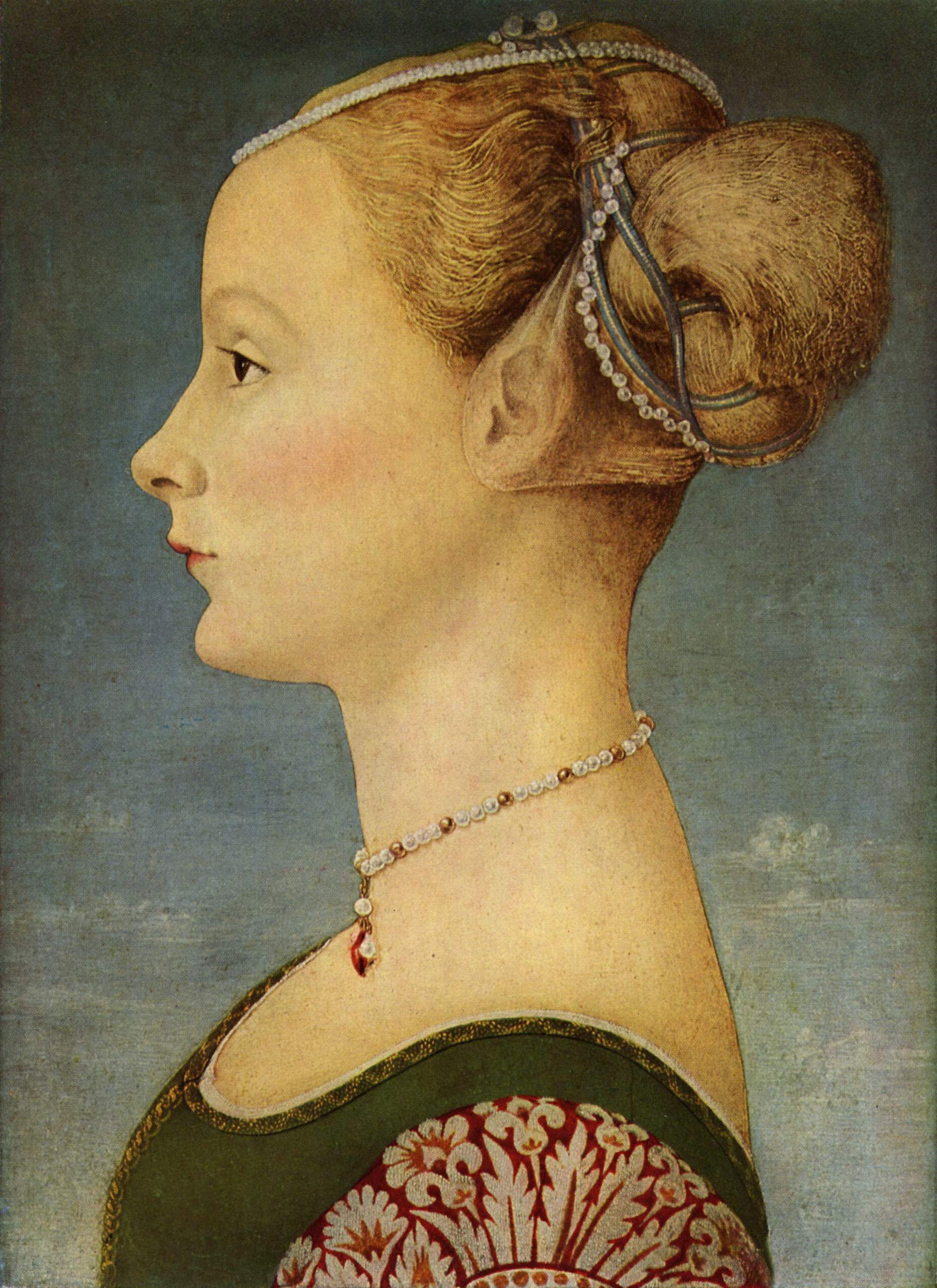
『若い女性の肖像 (ミラノ)』、ポルディ・ペッツォーリ美術館、ミラノ
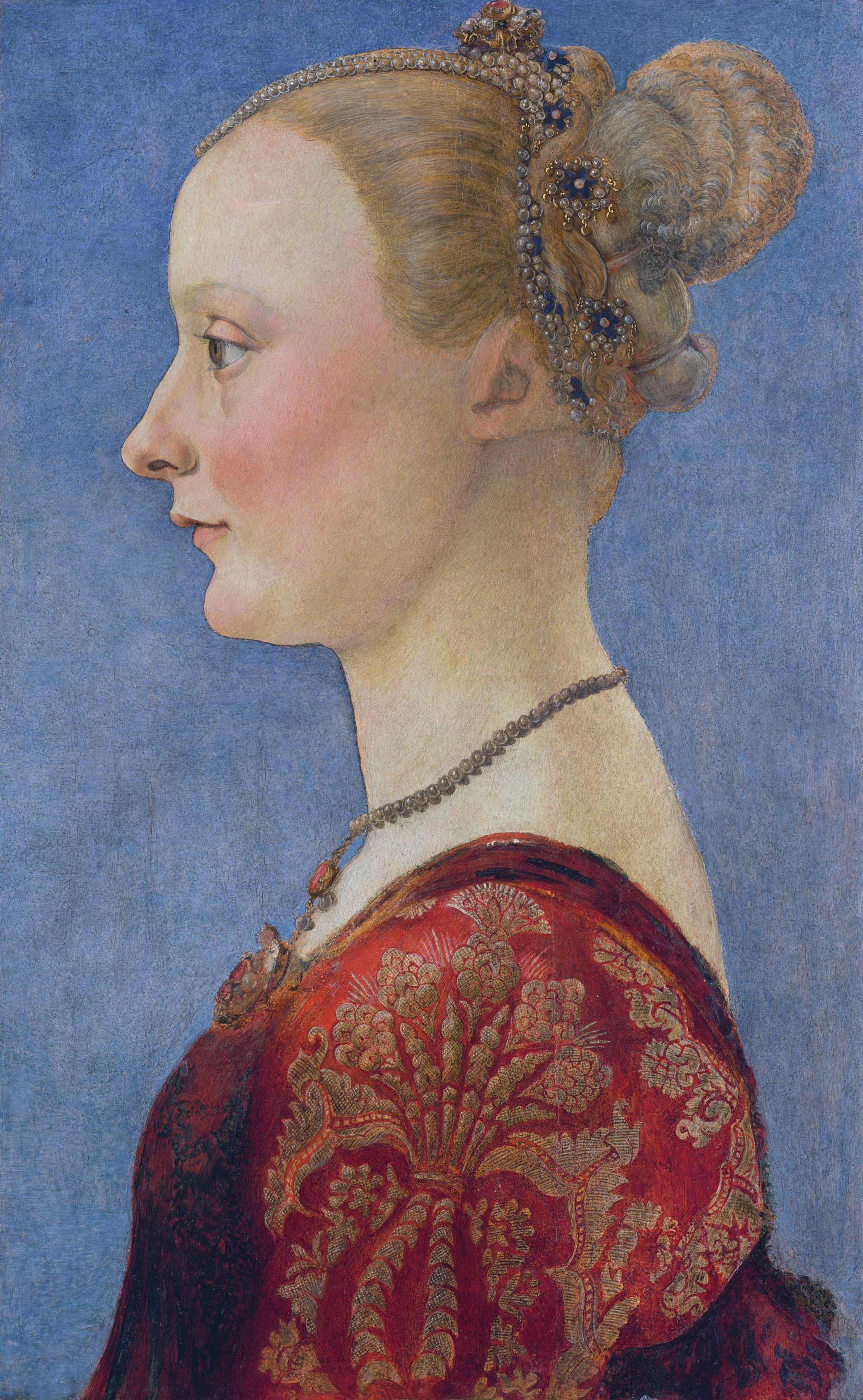
『若い女性の肖像』、メトロポリタン美術館、ニューヨーク
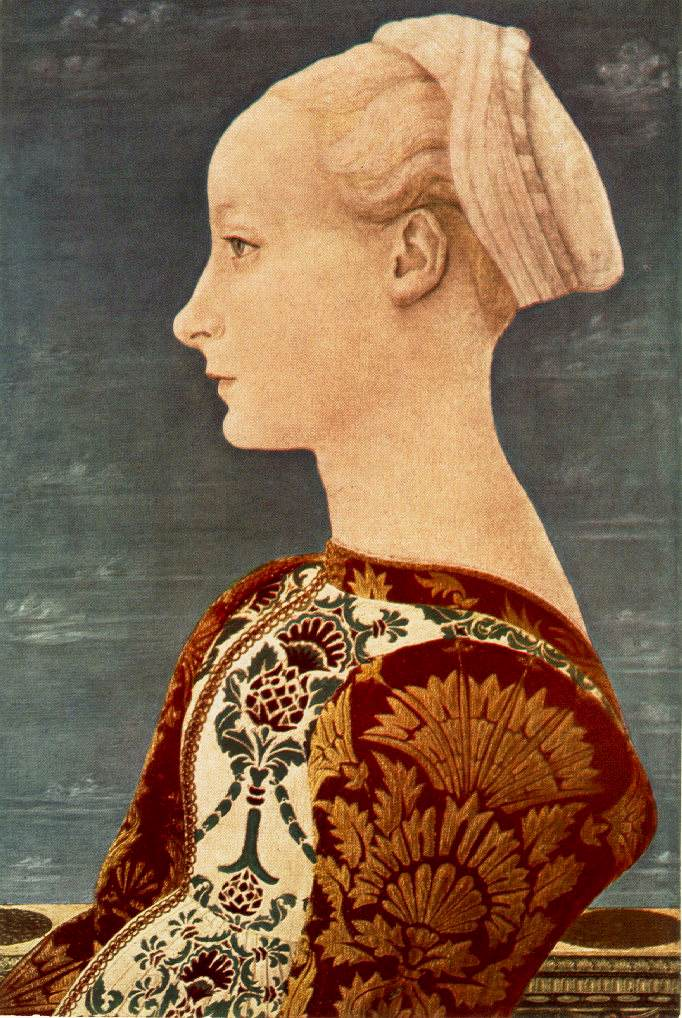
『若い女性の横顔の肖像』、絵画館 (ベルリン)